# Campionato di calcio della Palestina/Eretz Israele 1941-1942
Il Campionato di calcio della Palestina/Eretz Israele 1941-1942 è stata l'8ª edizione del campionato di calcio del Mandato britannico della Palestina (poi divenuto campionato israeliano di calcio, dopo la fondazione di Israele nel 1948).
Fu organizzato a distanza di due anni dall'ultima edizione, dopo che il campionato 1940-1941 non era stato disputato.
Anche le statistiche del campionato 1941-1942 sono lacunose, e neppure l'IFA ne dispone di ufficiali. È, comunque, accertato che il Maccabi Tel Aviv vinse il titolo nazionale per la seconda volta nella sua storia, come confermato dalle ricerche eseguite nel 2002 dalla Rec.Sport.Soccer Statistics Foundation.

## Verdetti
- Maccabi Tel Aviv campione della Palestina/Eretz Israele 1941-1942